# معهد جامعة مانشستر للعلوم والتكنولوجيا

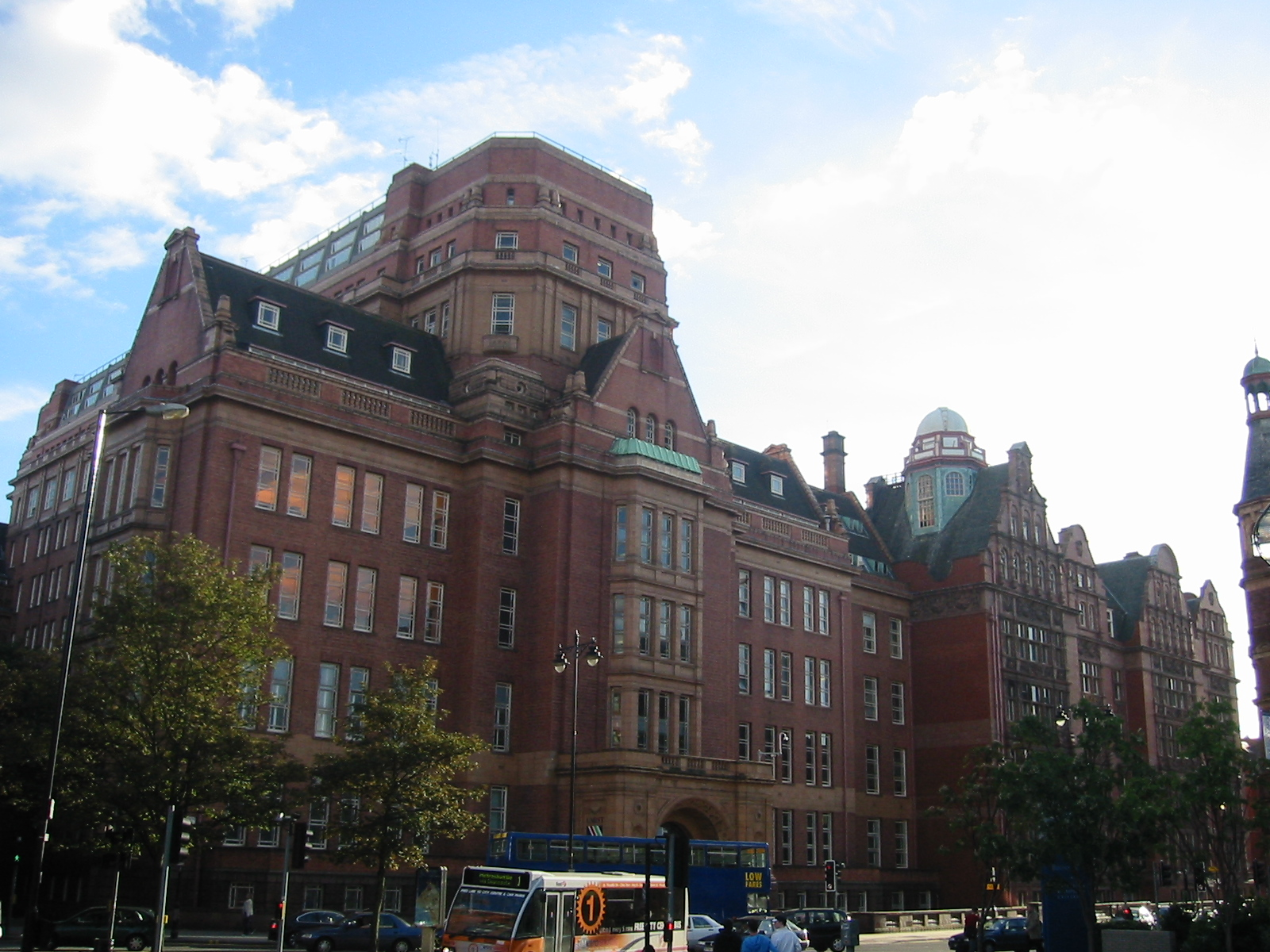
Sackville Street Building (formerly UMIST Main Building) from Aytoun Street / Whitworth Street

معهد جامعة مانشستر للعلوم والتكنولوجيا (UMIST) كانت جامعة مقرها في وسط مدينة مانشستر في إنجلترا. تخصصت في المواضيع التقنية والعلمية وكان مركزا رئيسيا للبحوث. في 1 أكتوبر 2004، تم دمجها مع جامعة فيكتوريا في مانشستر (المعروفة باسم جامعة مانشستر) لتشكيل كيان جديد يسمى أيضًا جامعة مانشستر.
حصل معهد جامعة مانشستر للعلوم والتكنولوجيا على ميثاقها الملكي في عام 1956، وأصبحت جامعة مستقلة بالكامل في عام 1993. سبق أن حصلت على درجتها من جامعة فيكتوريا في مانشستر. كان شعار معهد جامعة مانشستر للعلوم والتكنولوجيا هو Scientia et Labore (بالمعرفة والعمل).